# 小森航大郎
小森 航大郎（こもり こうたろう、2003年4月30日 - ）は、福岡県北九州市出身、山口県山口市育ちのプロ野球選手（内野手）。右投右打。東北楽天ゴールデンイーグルス所属。

## 経歴

### プロ入り前
福岡県北九州市で生まれ、4歳頃から山口県山口市で育った。山口市立良城小学校時代は、山口市内の吉敷少年野球団に所属。山口市立鴻南中学校時代は、山口ミラクルクラブに所属。主将を務めるも、主将としてのプレッシャーから拒食状態となり、体重が40kg台しかなかった。
中学卒業後は、山口県立宇部工業高等学校に進学。1年夏から遊撃手のレギュラーとなり、主将として臨んだ3年夏の山口県大会では3回戦敗退となったものの、3試合で11打数10安打、1本塁打、3三塁打と活躍した。通算では.514の高打率を残した。
2021年10月11日に行われたドラフト会議にて東京ヤクルトスワローズから4位指名を受け、11月15日に、契約金3000万円、年俸500万円で入団に合意（金額は推定）。背番号は59。担当スカウトは押尾健一。同校出身者では阪急ブレーブスの中山稔以来2人目のプロ野球選手となった。

### ヤクルト時代

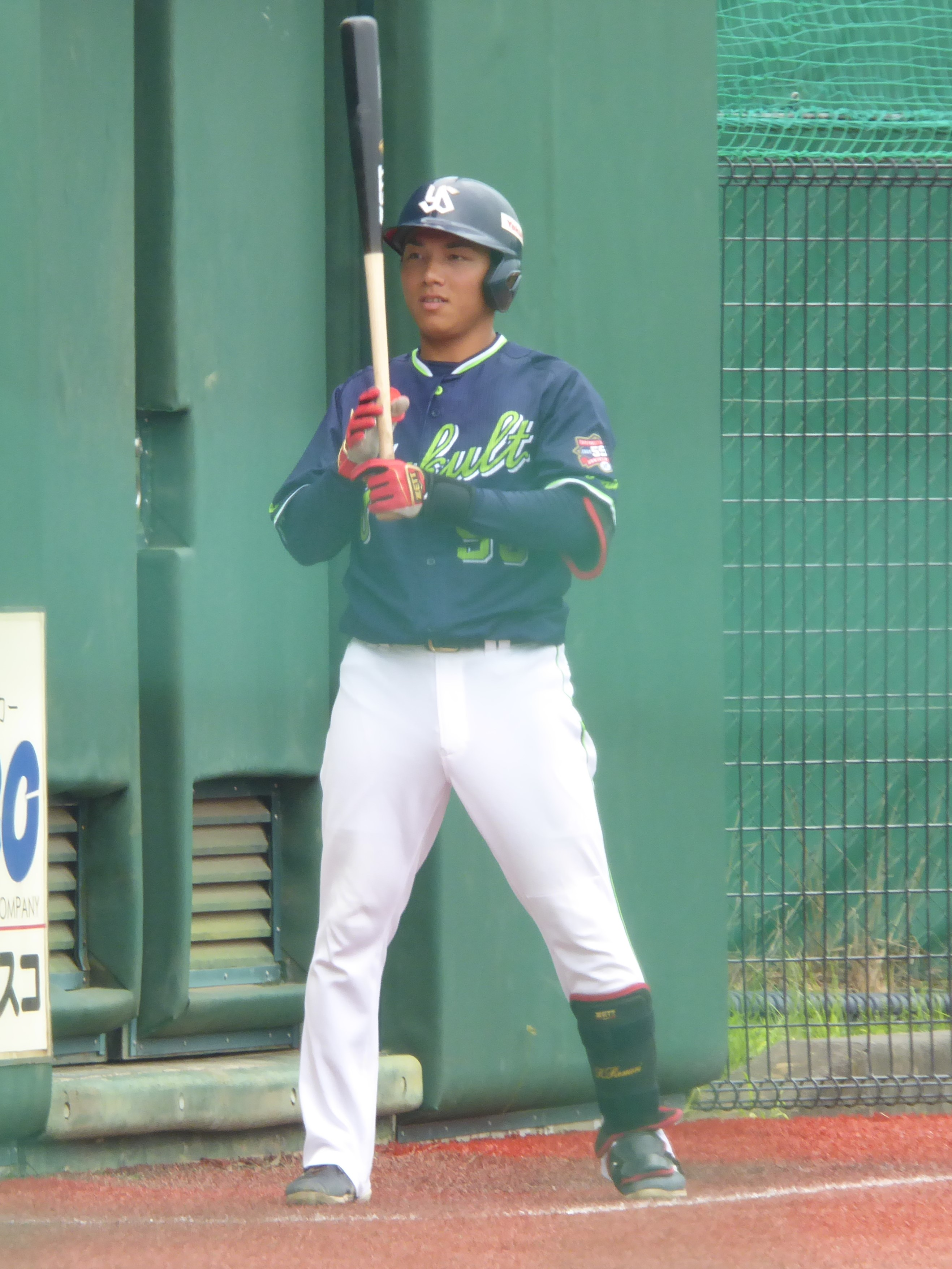
東京ヤクルトスワローズ時代（2024年7月）

2022年、6月4日の横浜DeNAベイスターズとの二軍戦で初出場。その後、二軍では22試合に出場したが、一軍出場は無かった。
2023年は二軍で49試合に出場し、打率.230、3本塁打、16打点、8盗塁を記録。
2024年、9月6日にプロ入り後初めて一軍登録されると、同日の阪神タイガース戦（明治神宮野球場）で代打としてプロ初出場を果たした。イースタン・リーグでは24盗塁を記録し、自身初のタイトルとなる盗塁王を記録。

### 楽天時代
2025年1月8日、ヤクルトにFA移籍した茂木栄五郎の人的補償として、東北楽天ゴールデンイーグルスに移籍することが両球団から発表された。背番号は73。
移籍後は開幕一軍を勝ち取り、3月28日の試合で代走として移籍後初出場。同31日に一軍登録を抹消されたが、4月17日に再び一軍に昇格すると、同日の福岡ソフトバンクホークス戦（みずほPayPayドーム）でプロ初安打を放った。4月27日のソフトバンク戦ではプロ初本塁打を放った。

## 選手としての特徴
高校通算26本塁打。50メートル走は5.9秒。強肩の持ち主でもある。優れた瞬発力を生かしたプレーを魅力とする。

## 人物
主な愛称は「ちょも」。または筋肉質の体格からアメコミヒーローにあやかり、「ハルク」と呼ばれる。
幽霊が苦手。
非常に努力家だが、天然な一面もあり、高校の通算本塁打数は1本目から全部メディアの方がカウントしてくれていると勘違いする、「幽霊と友達になりたい」と発言するほど。

## 詳細情報

### 年度別打撃成績
| 年 度     | 球 団     | 試 合 | 打 席 | 打 数 | 得 点 | 安 打 | 二 塁 打 | 三 塁 打 | 本 塁 打 | 塁 打 | 打 点 | 盗 塁 | 盗 塁 死 | 犠 打 | 犠 飛 | 四 球 | 敬 遠 | 死 球 | 三 振 | 併 殺 打 | 打 率 | 出 塁 率 | 長 打 率 | O P S |
| --------- | --------- | ----- | ----- | ----- | ----- | ----- | -------- | -------- | -------- | ----- | ----- | ----- | -------- | ----- | ----- | ----- | ----- | ----- | ----- | -------- | ----- | -------- | -------- | ----- |
| 2024      | ヤクルト  | 4     | 5     | 5     | 0     | 0     | 0        | 0        | 0        | 0     | 0     | 0     | 0        | 0     | 0     | 0     | 0     | 0     | 0     | 0        | .000  | .000     | .000     | .000  |
| 通算：1年 | 通算：1年 | 4     | 5     | 5     | 0     | 0     | 0        | 0        | 0        | 0     | 0     | 0     | 0        | 0     | 0     | 0     | 0     | 0     | 0     | 0        | .000  | .000     | .000     | .000  |

- 2024年度シーズン終了時

### 年度別守備成績
| 年 度 | 球 団    | 二塁  | 二塁  | 二塁  | 二塁  | 二塁  | 二塁     | 三塁  | 三塁  | 三塁  | 三塁  | 三塁  | 三塁     |
| 年 度 | 球 団    | 試 合 | 刺 殺 | 補 殺 | 失 策 | 併 殺 | 守 備 率 | 試 合 | 刺 殺 | 補 殺 | 失 策 | 併 殺 | 守 備 率 |
| ----- | -------- | ----- | ----- | ----- | ----- | ----- | -------- | ----- | ----- | ----- | ----- | ----- | -------- |
| 2024  | ヤクルト | 1     | 1     | 1     | 0     | 0     | 1.000    | 2     | 1     | 0     | 1     | 0     | .500     |
| 通算  | 通算     | 1     | 1     | 1     | 0     | 0     | 1.000    | 2     | 1     | 0     | 1     | 0     | .500     |

- 2024年度シーズン終了時

### 記録
初記録
- 初出場・初打席：2024年9月6日、対阪神タイガース20回戦（明治神宮野球場）、7回裏に尾仲祐哉の代打で出場、富田蓮から左飛[14]
- 初先発出場：2024年10月5日、対広島東洋カープ25回戦（MAZDA Zoom-Zoom スタジアム広島）、「8番・三塁手」で先発出場
- 初安打：2025年4月17日、対福岡ソフトバンクホークス3回戦（みずほPayPayドーム福岡）、5回表に前田純から中前安打[29]
- 初盗塁：2025年4月23日、対北海道日本ハムファイターズ5回戦（エスコンフィールドHOKKAIDO）、1回表に二盗（投手：古林睿煬、捕手：吉田賢吾）
- 初本塁打・初打点：2025年4月27日、対福岡ソフトバンクホークス6回戦（楽天モバイルパーク宮城）、3回裏に前田純から左越ソロ[30]

### 背番号
- 59（2022年[7] - 2024年）
- 73（2025年[18] - ）